# Лоренцо да Понте
Лоренцо да Понте (італ. Lorenzo da Ponte, нар. 10 березня 1749 — пом. 17 серпня 1838, Нью-Йорк) — придворний поет імператора Йосипа II, автор лібрето творів багатьох композиторів, відомий головним чином як автор лібрето для опер В. А. Моцарта: Весілля Фігаро, Так чинять усі та Дон Жуан.
Після перебування в Лондоні, де він викладав італійську і писав лібрето для італійської оперної трупи, у 1805 році емігрував до США, де торгував тютюном, працював над операми й викладав італійську в Колумбійському університеті.